# Jean de Corsselaer
Jean de Corsselaer dit aussi Jean de Wittem († après le 19 mai 1373), seigneur de Wittem (1344), Wailwilre, Machelen, Larochette et Colonster. 

## Histoire
Jean est un fils naturel de Jean II de Brabant, duc de Brabant et du Limbourg, et de sa maîtresse Catherine Corsselaar. Il est seigneur de Wittem (nl) de 1310 jusqu'à sa mort et seigneur de Waltwilder, Malines, La Rochette, IJse (nl) en Colonster. 
Les seigneurs d'IJse appartenaient à la famille d'Isque et étaient vassaux du duc de Brabant. Cependant, cette famille s'éteignit par sa lignée masculine et la dernière héritière, Marie d'Oisy, vendit la seigneurie à Jean en 1335.
L'arrière-petit-fils de Jean, Henri II de Wittem, qui a épousé Jacoba van Glymes, vivait au château de Boutersem. Son fils Henri III de Wittem (1440-1515) fit construire le château d'IJse après l'incendie du village d'Overijse en 1489 par les troupes de Maximilien d'Autriche.
Il acheta le château de Wittem en 1344 pour 2 300 florins à Gérard de Wittem de la famille Julémont, propriétaire du château depuis environ 1200.
Il reçut de sa belle-mère Marguerite d'Angleterre la foresterie de Jodoigne. Il fut chambellan de son frère le duc qui lui donna des droits sur Overijse. Il fut sénéchal de sa nièce la duchesse Jeanne, qui lui donna en remerciement de son dévouement les seigneuries de Waltwilder, Malines et Wittem, près de Maastricht (le 10 février 1358).
Jean épousa vers 1338 Catherine de Holsit (vers 1318-), la fille de Thomas Ier de Holsit de la famille Julémont, et devint le père de :
- Jean II Corsselaar (nl), seigneur de Wittem et Beersel (1340-1405)

Après la mort de Catherine, il épousa Amalberga van Duivenvoorde-Wassenaer, dame de Boutersem. Par son mariage avec Amalberga, la seigneurie de Boutersem est entrée en sa possession.